# Teatro antico di Epidauro
L'Antico teatro di Epidauro è un teatro situato nella omonima città greca, all'estremità sud-est del santuario dedicato all'antico dio greco della medicina Asclepio. È considerato il miglior teatro greco antico per quanto riguarda l'acustica e l'estetica.
È costruito sul lato ovest del monte Cinortion, vicino alla città di Lygourio, ma appartenente al comune di Epidauro.

## Storia
Secondo Pausania, che ne esalta la simmetria e la bellezza, fu costruito da Policleto il Giovane. Con una capacità massima tra i 13.000 e i 15.000 spettatori, il teatro ospitava musica, canti e giochi drammatici che erano inclusi nel culto di Asclepio; era anche usato come mezzo per guarire gli ammalati, poiché si credeva che osservare spettacoli drammatici avesse effetti positivi sulla salute mentale e fisica.
Oggi il teatro attira un grande numero di visitatori ed è utilizzato per l'esecuzione di drammi teatrali antichi: la prima esibizione moderna è stata la tragedia di Sofocle Elettra messa in scena nel 1938 sotto la direzione di Dimitris Rontiris con Katina Paxinou ed Eleni Papadaki. Gli spettacoli furono interrotti a seguito dello scoppio della seconda guerra mondiale e ricominciarono nel 1954; l'anno successivo fu istituito, come evento annuale per la presentazione del dramma antico, il Festival di Epidauro, che continua ancora oggi durante i mesi estivi.
Il teatro è stato usato sporadicamente per ospitare importanti eventi musicali: nell'ambito del festival sono apparsi noti attori greci e stranieri tra cui il soprano Maria Callas, che eseguì Norma nel 1960 e Medea nel 1961.

## Descrizione

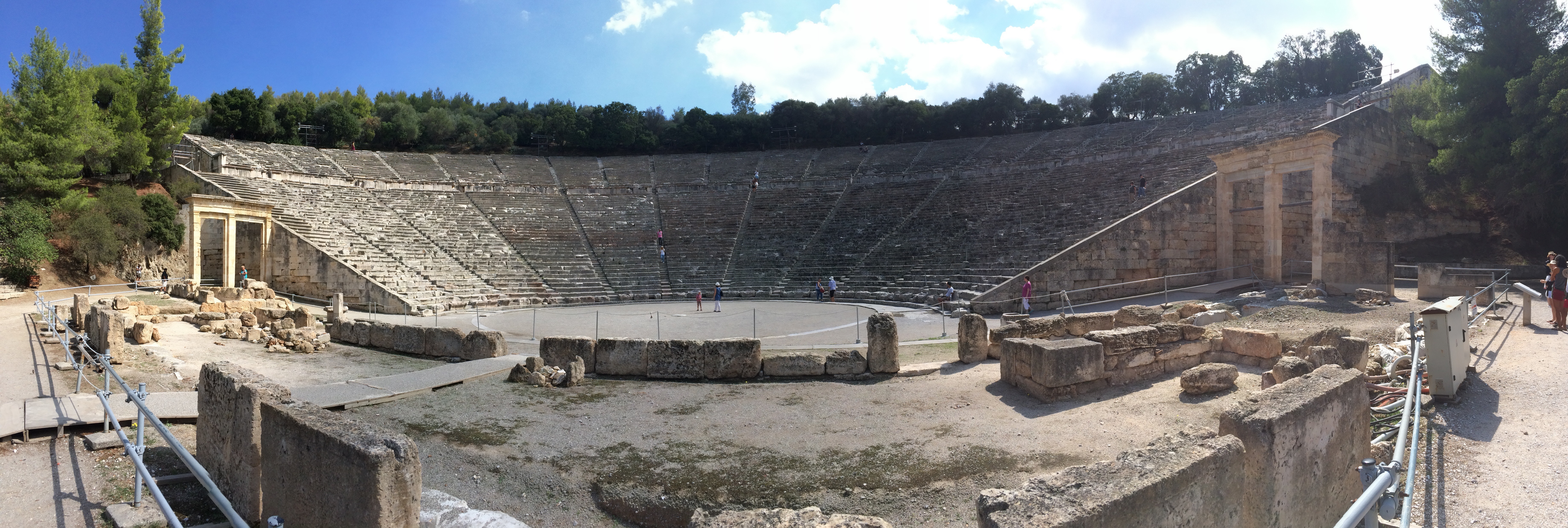
Panorama del teatro

Il monumento conserva la caratteristica struttura tripartita di un teatro ellenistico con cavea (la parte riservata al pubblico), orchestra e palcoscenico; durante il periodo romano, a differenza di molti teatri, non subì alcuna modifica. L'edificio scenico è stato costruito in due fasi: il primo è collocato alla fine del IV secolo a.C. e il secondo a metà del II secolo a.C.
La cavea o kòilon è divisa verticalmente in due parti diseguali, separate da un corridoio orizzontale per il movimento degli spettatori (largo 182 cm), il diazoma. La parte inferiore della cavea è divisa in dodici sezioni mentre la parte superiore è divisa in ventidue; la mancanza di due tribune nella sezione superiore ha permesso di aggiungere due ulteriori ingressi per gli spettatori, che in questo modo possono accedere al teatro sia dal basso sia dall'alto. 
La fila inferiori della cavea, subito a ridosso dell'orchestra, presenta posti d'onore riservati; il design dell'auditorium è unico e basato su tre centri di marcatura: grazie a questo gli architetti hanno ottenuto sia un'acustica ottimale che un'apertura per una visione migliore.

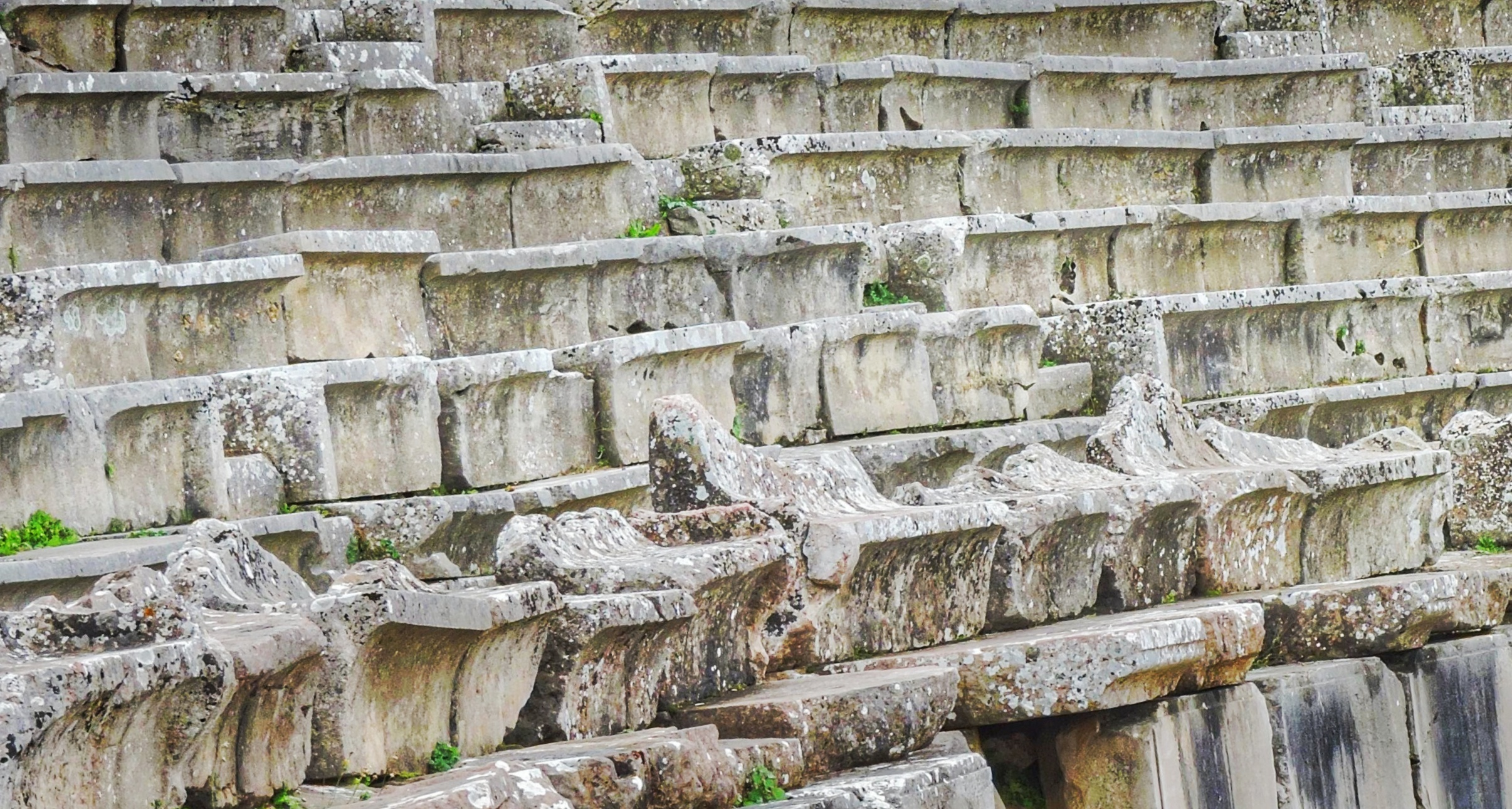
Dettaglio dei gradini

L'orchestra circolare, con un diametro di 20 m, costituisce il centro del teatro. È circondata da una speciale condotta di drenaggio sotterranea di 1,99 m di larghezza chiamata èuripos, coperta in passato da una passerella circolare in pietra. Al centro dell'orchestra troviamo un piatto circolare di pietra, la base dell'altare dedicato a Dioniso o thymèle.
Di fronte alla cavea e dietro l'orchestra si sviluppa l'edificio scenico del teatro. La forma della scena (che è in parte conservata oggi) è datata al periodo ellenistico e consisteva in un palcoscenico a due piani e un proscenio di fronte al palcoscenico; c'era un colonnato davanti al proscenio e, su entrambi i lati, i due retroscena leggermente sporgenti. A est e a ovest dei due retroscena c'erano due piccole sale rettangolari per le esigenze degli attori. Due rampe conducono al tetto del proscenio, il logeion, dove gli attori hanno recitato in un'epoca più tarda. Infine, il teatro aveva due porte, che ora sono state restaurate.
I gradini del teatro sono raggruppati in due parti con pendenza diversa: allontanandosi dall'orchestra ci sono prima 34 gradini, poi una separazione, una diversa pendenza con gradinate doppie e poi una nuova serie di 21 gradini. Sommando le due serie si ottiene un totale di 55 gradini. Venne constatato che 34/21=1,619, mentre 55/34=1,617. Entrambi i valori, approssimati per eccesso e per difetto, danno il noto numero aureo: 1,618. Come viene detto nel Timeo: le due parti sono unite da "il più bello dei legami".

## Scavi
Il primo scavo sistematico del teatro iniziò nel 1881 dalla Società Archeologica, sotto la direzione dell'archeologo Panayis Kavvadias  e conservato in ottime condizioni grazie ai restauri  di P. Kavvadias (1907), di A. Orlandos (1954-1963) e il Comitato di conservazione dei monumenti di Epidauro  (Dal 1988 al 2016). Con il lavoro svolto, il teatro è stato recuperato - tranne la costruzione del palcoscenico - quasi interamente nella sua forma originale.